# One Step (Lied)
One Step (zu dt.: ‚Ein Schritt‘) ist ein Popsong, der von Marc Berry komponiert wurde; den (trotz englischen Titels deutschen) Text verfasste neben ihm Martina Siber. Es war der österreichische Beitrag zum Eurovision Song Contest 1997. Gesungen wurde das Lied von Bettina Soriat.
Das Lied ist eine Upbeat-Nummer, in der die Sängerin singt, dass ihr Partner „keinen Schritt zu weit gehen soll, denn sonst sei sie weg.“ Soriat singt auch, dass ihre Liebe nicht wie ein „ungedeckter Scheck“ sei.
One Step wurde beim Contest als vierter Beitrag gesungen, nach San Francisco von Tor Endresen für Norwegen und vor Mysterious Woman von Marc Roberts für die Republik Irland. Am Ende erreichte das Lied mit 12 Punkten Platz 21 bei 25 Teilnehmern.
Das Lied erreichte nicht die Charts.